# Accor Stadion
A Stadium Australia, szponzorációs okokból jelenleg Accor Stadion néven ismert, többcélú stadion Sydney Olympic Park külvárosában, az ausztráliai Sydneyben. A stadiont, amelyet néha Sydney Olimpiai Stadion, Homebush Stadion vagy egyszerűen csak Olimpiai Stadion néven emlegetnek, 1999 márciusában 690 millió ausztrál dollárból építették a 2000. évi nyári olimpiai játékok megrendezésére. A stadiont egy magáncég, a Stadium Australia Group bérelte, amíg 2016. június 1-jén vissza nem adták az NSW kormányának, miután Michael Baird NSW miniszterelnök bejelentette, hogy a stadiont világszínvonalú, négyszögletes stadionként újjáépítik. A stadion az NSW kormány nevében a Venues NSW tulajdonában van.
A stadion eredetileg 115 000 néző befogadására épült, így a valaha épült legnagyobb olimpiai stadion, és a második legnagyobb stadion Ausztráliában a Melbourne-i krikettstadion után, amely a 2000-es évek eleji áttervezés előtt több mint 120 000 néző befogadására volt alkalmas. 2003-ban befejeződtek az átalakítási munkálatok, amelyek során az északi és a déli szárnyat lerövidítették, és mozgatható ülőhelyeket helyeztek el. Ezek a változtatások 80 000-re csökkentették a befogadóképességet, és a helyszín konfigurációjától függően további ülőhelyeket lehet hozzáadni. Az északi és a déli lelátó fölé napellenzőket is építettek, így az ülőhelyek nagy része fedetté vált. A stadiont fenntartható módon tervezték, például kevesebb acélt használtak a tetőszerkezetben, mint az athéni és a pekingi olimpiai stadionokban.

## Fordítás
Ez a szócikk részben vagy egészben  a   Stadium Australia című angol Wikipédia-szócikk fordításán alapul.  Az eredeti cikk szerkesztőit annak laptörténete sorolja fel. Ez a jelzés csupán a megfogalmazás eredetét és a szerzői jogokat jelzi, nem szolgál a cikkben szereplő információk forrásmegjelöléseként.